# Gaesischia minima
Gaesischia minima är en biart som beskrevs av Urban 1989. Gaesischia minima ingår i släktet Gaesischia och familjen långtungebin. Inga underarter finns listade i Catalogue of Life.